# Яснэг (река)
Яснэг (Ясног, Большой Ясног-Ю, Большой Ясног, Большой Яснэг) — река в России, протекает по Республике Коми на границе Сысольского и Сыктывдинского района.

## География и гидрология
Яснэг — правобережный приток реки Сысола, её устье находится в 109 километрах от устья реки Сысола. Длина реки — 18 километров.
Яснэг имеет два безымянных левых притока, недалеко от реки находится село Яснэг.

## Данные водного реестра
По данным государственного водного реестра России относится к Двинско-Печорскому бассейновому округу, водохозяйственный участок реки — Вычегда от истока до города Сыктывкар, речной подбассейн реки — Вычегда. Речной бассейн реки — Северная Двина.
Код объекта в государственном водном реестре — 03020200112103000019874.